# Elizabeth McCracken (Suffragette)
Elizabeth (Lisbeth) Anne Maud McCracken, als Autorin unter ihrem Mädchennamen L. A. M. Priestley (* 1870er Jahre in Ulster, Vereinigtes Königreich Großbritannien und Irland; † 3. Januar 1944 in Bangor, Nordirland), war eine irisch-britische Frauenrechtlerin, Suffragette und feministische Autorin. Obwohl sie selbst Unionistin war, schloss sie sich mit anderen Mitgliedern der Belfast Irish Women’s Suffrage Society der militanten Women’s Social and Political Union an und rief eine direkte Kampagne gegen die Ulster Unionisten aus, die sich 1914 geweigert hatten, eine vorher gegebene Zusage für das Frauenwahlrecht einzuhalten. Nach dem Ersten Weltkrieg und der Erlangung des Wahlrechts 1918 setzte sie ihre Kampagne gegen häusliche Gewalt und Geschlechterdiskriminierung im heutigen Nordirland fort.

## Leben
Die Quellen liefern widersprüchliche Informationen über McCrackens Geburt und Kindheit. In der Volkszählung von 1901 wird sie als 31 Jahre alt und mit George McCracken, einem Anwalt aus Belfast, verheiratet angegeben, in der Volkszählung von 1911 jedoch als 37 Jahre alt und in der Berufsspalte als Journalistin geführt, wobei dies im Rahmen des Volkszählungsboycotts geschah. In vielen Datenbanken wird ihr Geburtsdatum als 1. September 1875 oder 1876 angegeben. In den Aufzeichnungen des General Register Office Northern Ireland wird ihr Sterbealter mit 73 Jahren angegeben. Sie hatte drei Söhne: George Stavely (* 1901), Maurice Lee (* 1902) und James Priestley (* 1904). McCracken lebte in späteren Jahren wechselnd zwischen Seafield House, Bangor, County Down und Brae Lodge, Grey Abbey, County Down.
McCracken war Journalistin und Autorin und schrieb unter ihrem Mädchennamen „L. A. M. Priestley“. Ihr erstes Buch, Love Stories of Some Eminent Women, wurde 1906 veröffentlicht. In The Feminine in Fiction, das 1918 mit einem Vorwort von Charlotte Despard veröffentlicht wurde, untersuchte sie die Beziehungen zwischen den Geschlechtern, wie sie in den Werken englischer Romanciers, beginnend mit Charlotte Brontë, beschrieben wurden. Sie beschrieb die Entwicklung der weiblichen Heldin „von einem passiven Geschöpf, mit dem das Schicksal willkürlich spielte, das den Konventionen des Geschlechts unterworfen war, eine Zuschauerin im Spiel des Lebens“ zum Ideal der Neuen Frau von Sarah Grand: „ein fähiges Wesen, mit Macht und Möglichkeiten, ihr eigenes Schicksal zu gestalten“.
Unter dem Namen „L. A .M. Priestley“ oder „L. A. M. Priestley McCracken“ verfasste sie Beiträge für Zeitschriften, die von der englischen Suffragistenzeitschrift The Vote über die stärker feministisch ausgerichtete Zeitschrift The Irish Citizen bis hin zu The Irish Presbyterian und der theosophischen Zeitschrift The Herald of the Star reichten., Einige ihrer Artikel wurden gesammelt und als Broschüren veröffentlicht.
McCracken beteiligte sich am Boycott der Suffragetten der Volkszählung im Jahr 1911. In das Formular für ihren Haushalt schrieb McCracken unter „Specific Illnesses“ (besondere Krankheiten) „Unenfranchised“ (nicht wahlberechtigt).
McCracken trat der North of Ireland Women’s Suffrage Society (ab 1909 die Irish Women’s Suffrage Society) bei. Die Gesellschaft war 1872 von Isabella Tod in Belfast gegründet worden und hatte dazu beigetragen, dass Frauen in Belfast 1888 das kommunale Wahlrecht erhielten. In der IWSS sah sie die Plattform, die Frage des vollen, gleichberechtigten parlamentarischen Wahlrechts für Frauen mit der Beendigung des Verschweigens einer Reihe von Themen, die Frauen bedrängten, zu verbinden. In den wöchentlichen Treffen in Belfast wurde zum Beispiel über Abstinenz (McCracken war auch an der White Ribbon-Bewegung beteiligt), Kindersterblichkeit, Sexualerziehung, Geschlechtskrankheiten, den Handel mit weißen Sklaven, Schutzgesetze für Frauen in Fabriken und Chancengleichheit diskutiert.
McCracken war mit den Fortschritten, die die IWSS erzielte, aber nicht zufrieden. Als Christabel Pankhurst im September 1913 Dorothy Evans schickte, um die WSPU in Belfast zu organisieren, schloss sie sich zusammen mit Margaret McCoubrey, Elizabeth Gould Bell, Winifred Carney und anderen Mitgliedern der IWSS diesen Bemühungen an. Von der britischen Organisation verdrängt, löste sich die IWSS im April 1914 formell auf. Gleichermaßen war sie als Unionistin nicht beeindruckt von der damals mit weit über 100.000 Mitgliedern größten politischen Frauengruppe Irlands, dem Ulster Women’s Unionist Council (UWUC). In einem Schreiben an den Belfast News Letter stellte sie fest, dass es den unionistischen Frauen nicht gelungen war, „irgendeine Forderung in ihrem eigenen Namen oder für ihr eigenes Geschlecht zu formulieren“.
Am Tag, nachdem die Belfaster Zeitungen berichtet hatten, dass die WSPU in der Stadt die Frauenwahlrechtskampagne übernehmen würde, kündigte aber der Ulster Unionist Council an, dass die provisorische Regierung (die für Ulster vorbereitet wurde, falls in Dublin ein Parlament nach der Home Rule Bill eingerichtet würde) den Frauen das Wahlrecht einräumen würde. Die Nationalisten würden keine solche Verpflichtung eingehen. McCracken begrüßte dies als „Hochzeit von Unionismus und Frauenwahlrecht“. Aber die Verbindung hielt nicht lange. Im März 1914 entschied Edward Carson, dass sich die Unionisten zu einem so spaltenden Thema wie dem Frauenwahlrecht nicht exponieren sollten. Auf einer Versammlung in der Ulster Hall in Belfast erklärte Dorothy Evans daraufhin mit Blick auf militantere Aktionen „den Waffenstillstand, den wir in Ulster geschlossen haben“, für beendet.
Es ist nicht klar, inwieweit McCracken direkt an der darauf folgenden gewalttätigen Kampagne beteiligt war, die sich mit Brandanschlägen gegen die Häuser richtete, die sich im Besitz der Unionisten befanden oder mit ihnen in Verbindung standen: Golf-, Tennis- und Bowling-Green-Clubhäuser, und in Lillian Metges zusammen mit Evans geplanten Bombenanschlag auf die Kathedrale von Lisburn gipfelte. Ihr Ehemann George McCracken trat vor Gericht „im Interesse der WSPU auf“, als die wegen Waffen- und Sprengstoffbesitz verhafteten Evans und Madge Muir im Gericht einen Aufruhr verursachten und wissen wollten, warum James Craig, der damals Unionisten mit geschmuggelter deutscher Munition bewaffnete, nicht wegen derselben Delikte angeklagt würde.
Bei Ausbruch des Ersten Weltkriegs  schloss die WSPU ein Stillhalteabkommen mit der Regierung zur Unterstützung der Kriegsanstrengungen und die Regierung sprach eine Generalamnestie für inhaftierten Suffragette aus. Christabel Pankhurst gab die Anweisung, die Suffragetten-Kampagne in ganz Großbritannien einzustellen und die WSPU-Büros in Belfast zu schließen. McCracken war wie andere in Belfast dagegen. Sie stellte in The Irish Citizen, der Zeitung der in Dublin ansässigen Irish Women’s Franchise League der Pazifistin Hanna Sheehy-Skeffington, die Frage Shall Suffrage Cease? Sie prangerte die Heuchelei von Männern an, die militante Suffragetten einer Kampagne von „Schmähungen und Beschimpfungen“ unterzogen hatten und nun „mit der unverschämtesten Frechheit von Frauen verlangten, die schlimmste Form der Militanz, den Krieg zu unterstützen“. Sie fragte, welches das Land derer sei, „die um ihre Staatsbürgerschaft betrogen werden?“ 1915 lud sie Sylvia Pankhurst, die sich gegen die kriegsbedingte Aussetzung der WSPU-Agitation durch ihre Schwester Christabel gewehrt hatte, nach Belfast ein, um über gleichen Lohn für Frauen, die Kriegsarbeit leisteten, zu sprechen.
Nach dem Krieg und der Gewährung des Wahlrechts für Frauen 1918 trat McCracken dafür ein, dass Frauen als parteiunabhängige Parlamentskandidatinnen antreten sollten. Die Alternative bestand ihrer Meinung nach darin, „fügsame Instrumente von Männerplänen“ zu bleiben, seien sie nun unionistisch oder nationalistisch. McCracken setzte ihren Aktivitäten fort. Ihr besonderes Augenmerk galt der Gewalt gegen Frauen und Mädchen und der finanziellen und rechtlichen Abhängigkeit der Frauen von den Männern, aus der sie sich nährte. Sie argumentierte, dass die häusliche Sphäre Frauen unter Druck setze, Vergewaltigung und Missbrauch in der Familie zu verschweigen, was die Abhängigkeit noch verstärke.
Nach mehrjähriger Krankheit starb sie 1944 und wurde auf dem Bangor New Cemetery beigesetzt.

## Werke (Auswahl)
- Love Stories of Some Eminent Women. Henry J. Davis, London 1906.
- Shall Suffrage Cease? In: The Irish Citizen. Band 3, Nr. 15. London 29. August 1914, S. 117 (tcd.ie).
- Co-operative Housekeeping. In: The Irish Citizen. 16. Oktober 1915.
- The Feminine in Fiction. G Allen & Unwin, London 1918.
- Wife Beating. In: The Irish Citizen. 1919.
- The Story of County Down, Teil 1. In: Belfast Newsletter. 17. August 1928, S. 9.
- The Story of County Down, Teil 2. In: Belfast Newsletter. 20. August 1928, S. 13.
- Mme Sarah Grand and Women’s Emancipation. In: The Vote. Band 34, 24. August 1933, S. 244.

## Notes
1. ↑  Census of Ireland 1901. National Archives, abgerufen am 25. März 2025.
2. 1 2  Census of Ireland 1911. National Archives, abgerufen am 25. März 2025.
3. ↑  Order certificates | nidirect. Government of the United Kingdom, abgerufen am 1. Dezember 2019.
4. ↑  Marriages. In: Belfast Newsletter. 30. November 1935, S. 1.
5. 1 2 3 4  Roger Courtney: Dissenting Voices: Rediscovering the Irish Progressive Presbyterian Tradition. Ulster Historical Foundation, Newtownards 2013, ISBN 978-1-909556-06-5, S. 276–278.
6. 1 2  Louise Ryan: Read all about it: writing wrongs. The Irish Times, 1. Dezember 2019, abgerufen am 25. März 2025.
7. ↑  Deirdre Flynn: Network Publication: Irish Women Writers at the Turn of the Twentieth Century: Alternative Histories, New Narratives. Irish Women's Writing (1880-1920) Network, 8. Juni 2020, abgerufen am 25. März 2025.
8. ↑  S. J. Connolly and Gillian McIntosh: Whose City? Belonging and Exclusion in the Nineteenth Century Urban World. In: S. J. Connolly (Hrsg.): Belfast 400: People, Place and History. Liverpool University Press, Liverpool 2012, ISBN 978-1-84631-635-7, S. 256.
9. 1 2  Obituary. In: Belfast Newsletter. 4. Januar 1944, S. 2.
10. 1 2 3 4 5  Diane Urquhart: «An articulate and definite cry for political freedom»: the ulster suffrage movement. In: Women’s History Review. Band 11, Nr. 2, Juni 2002, S. 273–292, doi:10.1080/09612020200200321.
11. ↑  Pamela McKane: The Ulster Crisis and the Emergence of the Ulster Women's Unionist Council. Women’s Museum of Ireland, archiviert vom Original am 9. August 2020; abgerufen am 25. März 2025.
12. 1 2 3 4  Vivien Kelly: Irish Suffragettes at the time of the Home Rule Crisis. In: 20th Century, Contemporary History. Band 4, Nr. 1, 1996 (archive.org).
13. ↑  Margaret Ward: «Suffrage First, Above All Else!» An Account of the Irish Suffrage Movement. In: Feminist Review. Nr. 10, 1982, S. 30, (21–36), doi:10.2307/1394778.
14. ↑  In: Irish Citizen, 20. September 1913.
15. ↑  Roger Courtney: Dissenting Voices: Rediscovering the Irish Progressive Presbyterian Tradition. Ulster Historical Foundation, Newtownards 2013, ISBN 978-1-909556-06-5, S. 273–274, 276–278.
16. ↑  Ciaran Toal: The brutes – Mrs Metge and the Lisburn Cathedral, bomb 1914. History Ireland, 2014, abgerufen am 22. Februar 2025.
17. ↑  The Lisburn Case. In: The Irish Citizen. Band 3, Nr. 13, 15. August 1914, S. 103 (tcd.ie).
18. ↑  Margaret Ward, Myrtle Hill und Lynda Walker: A Century of Women 1910–1920. WOMEN’STEC und Reclaim the Agenda, abgerufen am 26. März 2025.
19. ↑  Thomas Murray: Contesting Economic and Social Rights in Ireland: Constitution, State and Society, 1848–2016. Cambridge University Press, Cambridge 2016, ISBN 978-1-107-15535-0, S. 63.
20. ↑  Elizabeth Anne Maud „Lisbeth“ Priestley McCracken in der Datenbank Find a Grave, abgerufen am 24. März 2025.

| Personendaten    | Personendaten |
| ---------------- | --- |
| NAME             | McCracken, Elizabeth |
| ALTERNATIVNAMEN  | McCracken, Elizabeth Anne Maud (vollständiger Name); Priestley, Elizabeth Anne Maud (vollständiger Name); Priestley, L. A. M.; McCracken, Lisbeth |
| KURZBESCHREIBUNG | englisch-britische Autorin, Suffragette, Frauenrechtsaktivistin und Sozialarbeiterin                                                              |
| GEBURTSDATUM     | um 1870 |
| GEBURTSORT       | Ulster, Vereinigtes Königreich Großbritannien und Irland                                                                                          |
| STERBEDATUM      | 3. Januar 1944 |
| STERBEORT        | Bangor, Nordirland, Vereinigtes Königreich |